# Гердеме
Гердеме (на гръцки: Κάρδαμος, Кардамос) е село в Гърция, разположено на територията на дем Козлукебир (Ариана), област Източна Македония и Тракия.

## География
Селото е разположено на южните склонове на Родопите.

## История
Според Любомир Милетич към 1912 година село Гердеме, познато още като „Кьоръ-Димо“, е помашко селище. Към 1942 година в Гедреме живеят 436 помаци.